# Gouvernement René Goblet
Troisième République
 Gouvernement Charles de Freycinet III  Gouvernement Maurice Rouvier I
Le gouvernement René Goblet est un gouvernement de la Troisième République française qui dure du 11 décembre 1886 au 19 mai 1887.
René Goblet constitue un gouvernement de concentration républicaine, où le général Boulanger conserve le ministère de la Guerre.

## Contexte
Le 2 décembre 1886, à la suite de l'adoption de l'amendement Colfavru portant la suppression des sous-préfets, Charles de Freycinet remet le 5 décembre 1886 la démission du gouvernement au président de la République, Jules Grévy.
Grévy tente de faire du replâtrage sans Freycinet, les radicaux demandant à ce dernier de rester sans succès. Freycinet recommande Charles Floquet mais Grévy est réticent à celui-ci. Consultant les présidents des deux chambres, il appelle Floquet le 7, qui refuse et recommandant plutôt René Goblet. Le 11 décembre 1886, Grévy nomme René Goblet à la présidence du Conseil des ministres.
Le gouvernement est finalement bien un replâtrage, avec huit ministres identiques dont six ne changeant pas de poste. Goblet souhaitait au départ le ministère des Affaires étrangères mais cela lui fut refusé, il plaça alors le haut fonctionnaire, directeur des Cultes, sans expérience diplomatique, Émile Flourens. Le ministère reste sans unité et tire un peu moins à gauche. Enfin, le général Boulanger reste en fonction malgré les réticences opportunistes. Goblet lui-même est peu populaire, ayant censuré la pièce de théâtre adapté de Germinal. De plus, il est décrit comme rageur, colérique et un peu prétentieux. C'est un républicain convaincu, courageux et patriote. Sa déclaration d'investiture est très modeste et ne propose que de temporiser les réformes, notamment en raison de la situation à la Chambre et dans le pays. La question de la dissolution pour obtenir une véritable majorité est envisagée par Jules Ferry, Freycinet et Grévy sans pourtant s'y résoudre.

## Composition

### Présidence du Conseil
| Fonction | Fonction                           | Image       | Nom         | Parti politique |
| -------- | ---------------------------------- | ----------- | ----------- | --------------- |
|          | Président du Conseil des ministres | René Goblet | René Goblet | Gauche radicale |

### Ministères
| Fonction | Fonction                               | Image             | Nom                 | Parti politique                         |
| -------- | -------------------------------------- | ----------------- | ------------------- | --------------------------------------- |
|          | Ministre de l’Intérieur et des Cultes  | René Goblet       | René Goblet         | Gauche radicale                         |
|          | Ministre de la Justice                 | Ferdinand Sarrien | Ferdinand Sarrien   | Gauche radicale                         |
|          | Ministre de la Guerre                  | Georges Boulanger | Georges Boulanger   |                                         |
|          | Ministre des Finances                  |                   | Albert Dauphin      | Union des gauches (Centre gauche)       |
|          | Ministre des Affaires étrangères       |                   | Émile Flourens      | Union des gauches (Gauche républicaine) |
|          | Ministre de la Marine                  | Théophile Aube    | Théophile Aube      |                                         |
|          | Ministre de l'Instruction publique     |                   | Marcellin Berthelot | Sénateur inamovible républicain radical |
|          | Ministre de l'Agriculture              | Jules Develle     | Jules Develle       | Union des gauches (Union républicaine)  |
|          | Ministre du Commerce et de l'Industrie |                   | Édouard Lockroy     | Gauche radicale                         |
|          | Ministre des Travaux publics           |                   | Édouard Millaud     | Gauche républicaine                     |
|          | Ministre des Postes et Télégraphes     |                   | Félix Granet        |                                         |

## Bilan
Le cabinet est surtout marqué par l'affaire Schnæbelé en avril 1887. C'est le président Jules Grévy qui joue un rôle modérateur en écartant les propositions belliqueuses de Boulanger, soutenu par Goblet et Lockroy. Radicaux et opportunistes ne veulent plus de gouvernement concentration mais ne peuvent rien proposer d'autre comme gouvernement. De plus, après les diverses actions de Boulanger et jusqu'à avril, Jules Ferry et Jules Grévy souhaitent se débarrasser de Boulanger. Finalement c'est bien par une alliance entre les opportunistes, quelques radicaux et la droite que le gouvernement tombe sur un vote du budget le 17 mai 1887 par 275 contre 257. Il y a alors environ 30 % des opportunistes et 30 % des radicaux qui votent contre le gouvernement, et notamment Clémenceau. Il s'agit alors officieusement de faire démissionner Boulanger en pensant qu'il va ensuite disparaitre du jeu politique.

## Fin du gouvernement et passation des pouvoirs
Le 17 mai 1887, René Goblet remet la démission du Gouvernement au président de la République, Jules Grévy. Celui-ci se retrouve dans une véritable crise gouvernementale puisque les radicaux posent comme principe le retour de Boulanger et les opportunistes son éviction. Un gouvernement de concentration est donc presque impossible. Environ douze personnalités sont appelées pour former un gouvernement dont Charles de Freycinet, trois fois, Maurice Rouvier, Charles Duclerc, Charles Floquet et Paul Devès.
Le 22 mai, Henri Rochefort utilise pour la première fois l'idée d'un plébiscite pour Boulanger lors d'une élection partielle à Paris, en demandant aux radicaux de mettre son nom sur le bulletin. Dispositif assez suivit puisque Boulanger obtient environ 13 % des votants. 
À partir du 26 mai 1887, la presse nationale commence à gronder et les opportunistes posent l'ultimatum sur l'absence de Boulanger pour tout gouvernement. Le 29, Grévy penche à regret pour rappeler Boulanger au gouvernement mais l'ensemble des trois groupes républicains sénatoriaux s'y opposent. Floquet est quant-a-lui refusé pour sa position trop pro-polonaise dans un contexte de rapprochement avec la Russie.
En parallèle, Armand de Mackau rencontre le Président pour lui indique que la droite accepterait un gouvernement opportuniste sans Floquet ni Boulanger, en échange d'une politique beaucoup plus modérée sur l'anticléricalisme et l'arrêt des discriminations envers les catholiques dans les emplois publics et obtenir des faveurs ministérielles. Le 27, Rouvier, après avoir été éconduit par les radicaux, reçoit la droite et accepte verbalement l'accord de non-opposition pour son gouvernement. Il est presque immédiatement connu cet accord dans les rapports de police ainsi que dans les journaux, ce qui fait rugir les radicaux.
Le 30 mai 1887, Jules Grévy nomme Maurice Rouvier président du Conseil des ministres.